# ГАЕС Kangaroo Valley (Shoalhaven)
ГАЕС Kangaroo Valley (Shoalhaven) — гідроелектростанція на сході Австралії. Знаходячись між ГАЕС Bendeela та насосною станцією Бурраванг, становить середній ступінь гідрокомплексу, який виконує функції гідроакумуляції та закачування води для водопостачання найбільшого міста країни Сіднея.
Нижній ступінь гідрокомплексу ГАЕС Bendeela провадить підйом ресурсу зі сховища Lake Yarrunga, створеного у сточищі річки Shoalhaven (дренує східний схил Великого вододільного хребта і впадає в Тасманове море за сотню кілометрів на південь від Сіднея) до штучного резервуару Bendeela Pondage. Останній створили на висотах правобережжя Kangaroo, лівої притоки Shoalhaven, для чого звели комбіновану земляну/кам'яно-накидну дамбу висотою 15 метрів та довжиною 2118 метрів, яка потребувала 612 тис. м3 матеріалу та утримує водойму з площею поверхні 0,2 км2 і об'ємом 1,2 млн м3 (корисний об'єм 0,88 млн м3).
Розташований на березі Bendeela Pondage машинний зал ГАЕС Kangaroo Valley пов'язаний через тунель довжиною 4,3 км з діаметром від 2,6 до 3,1 метра та канал довжиною 4 км з верхнім резервуаром станції — сховищем Fitzrou Falls. Останнє створили на струмку Wildes Meadow Creek (ліва притока Yarrunga Creek, яка в свою чергу є правою притокою річки Kangaroo) за допомогою земляної греблі висотою 14 метрів, довжиною 1530 метрів та шириною від 6 (по гребеню) до 76 (по основі) метрів, яка потребувала 760 тис. м3 матеріалу. Разом з трьома допоміжними дамбами вона утримує водойму з площею поверхні 5,2 км2 та об'ємом 23,5 млн м3 (корисний об'єм 10 млн м3), що значно більше, аніж у нижнього резервуару.
В машинному залі ГАЕС Kangaroo Valley встановили два гідроагрегати з турбінами типу Френсіс потужністю по 80 МВт та двома насосами потужністю по 84 МВт. Це обладнання працює при напорі від 491 до 510 метрів, в залежності від рівня поверхні у верхньому та нижньому резервуарах.
Закачану до Fitzrou Falls воду можуть не лише повертати до Bendeela Pondage, виробляючи електроенергію для покриття пікових навантажень у енергосистемі, але й піднімати її ще вище за допомогою насосної станції Бурраванг. Остання має потужність у 4 МВт та забезпечує фінальний етап деривації ресурсу зі сточища Shoalhaven до розташованого вище на 14 метрів водосховища Wingecarribee, створеного на однойменній правій притоці Варрагамби (ліва притока річки Nepean, яка під назвою Hawkesbury впадає в Тасманове море за чотири десятки кілометрів на північ від Сіднея). При цьому з Wingecarribee ресурс може природним шляхом досягати ГЕС Варрагамба. Зв'язок між сховищами Fitzrou Falls та Wingecarribee відбувається за допомогою двох каналів загальною довжиною 4 км та тунелю, що їх розділяє, завдовжки 2,8 км з діаметром 4,1 метра.
Зв'язок з енергосистемою відбувається по ЛЕП, розрахованій на роботу під напругою 330 кВ.